# Johan Gripenwaldt
Johan Gripenwaldt,  före adlandet 1675 Greiff, född 12 maj 1649, död 20 december 1693, var en svensk militär.

## Biografi
Johan Gripenwaldt föddes 1649. Han var son till överkommissarien Per Gripenwaldt och Margareta Spalding. Gripenwaldt var år 1671 reformerad kornett vid Östgöta kavalleriregemente. Senare kom han att bli regementskvartermästare vid Västgötadals regemente den 28 april 1673. Han kom den 30 november 1674 att ha samma tjänst vid adelsfanan. Han var kaptenlöjtnant 7 oktober 1675 vid adelsfanan och senare ryttmästare samma år. På livregementet blev han ryttmästare 6 december 1676. Han utnämndes till överstelöjtnant den 28 november 1677 vid Kurcks värvade östgötaregemente och blev generaladjutant 26 november 1678. På Östgöta kavalleriregemente blev han överstelöjtnant 30 maj 1689. Gripenwaldt  avled 1693 och begravdes 1 juli 1694 i sin familjegrav i Veta kyrka, där hans vapen sattes upp.
Till Veta kyrka har han skänkt predikstolen och en orgel.

### Egendom
Gripenwaldt ägde gårdarna Mantorp i Veta socken och Fyrby i Östra Ryds socken.

### Familj
Gripenwaldt gifte sig 26 april 1691 på Brandalsund med friherrinnan Catharina Lovisin (1671-1707), dotter till landshövdingen Erik Lovisin och Catharina Lenström. De fick tillsammans barnen överstelöjtnanten Erik Gripenwaldt (1692–1750) och Catharina Gripenwaldt (1693–1762) som var gift med landshövdingen Olof Gyllenborg och generalmajoren Per Silfversparre.